# Zauía de Sidi Amar Cherif
La zauía de Sidi Amar Cherif o zauía  de Sidi Daoud es una zauía ubicada en Sidi Daoud, Argelia. Forma parte de las zauías en Argelia afiliadas a la tariqa Rahmaniyyah bajo la supervisión del Ministerio de Asuntos Religiosos y Dotaciones y la referencia islámica argelina.

## Construcción
La zawiya fue construida en 1745 en las alturas orientales de la actual ciudad de Bumerdés en la región de Cabilia. Fue fundado por el erudito Sidi Amar Cherif.

## Misiones
El zawiya es considerado un destacado maestro religioso por enseñar el Corán y sus reglas básicas a los jóvenes. También proporciona a las diversas mezquitas de la provincia de Bumerdés durante el mes de Ramadán todos los años una preservación que conduce a las oraciones de Tarawih recitando el Corán con la recitación de Warsh.
Este zawiya ha tenido docenas de graduados de Hafiz, hombres y mujeres.
Es un lugar para estudiar y enseñar el Corán, además de brindar ayuda a los necesitados ya los que están a punto de casarse y organizar ceremonias de circuncisión.
Es una de las Zawiyas de Argelia que juega un papel importante en la vida social de la región de Sidi Daoud. Se considera una escuela modernizada, ya que también se basa en la forma tradicional y moderna de enseñar el Corán y la Sunna.

## Conquista francesa

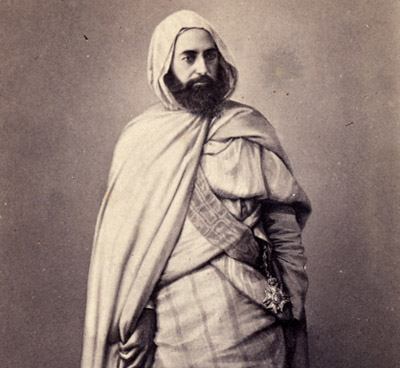
Emir Abdelkader (1808–1883)

Cuando los franceses desembarcaron en Argel durante 1830 y el período de la Argelia otomana dio paso a un estado africano dislocado e invadido por las tropas coloniales del ejército francés invasor, los zawiya de Sahel Bouberak ya no podían estar satisfechos con su nivel de educación en sufismo. Por lo tanto, Cheikh Cherifi pronto se alió con Cheikh Ben Zamoum para contrarrestar el avance de los apetitos coloniales franceses hacia Cabilia y los valles de Oued Isser y Oued Sebaou hasta 1837.
El giro de los acontecimientos militares en Mitidja terminó en 1837 con la recurrencia del conflicto. El Emirato de Abdelkader, representado por su hermano menor Emir Mustapha (Bey en Beylik de Titteri), con murids de los zawiyas de la Baja Kabylia, organizó un ataque sorpresa el 8 de mayo de 1837 en una gran granja agrícola en Reghaia administrada por los dos colonos Mercier y Saussine.
Esta zawiya, afiliada a la hermandad Rahmaniyya, desempeñó un papel crucial (junto con los jeques de Zawiyet Sidi Boushaki y Zawiyet Sidi Boumerdassi) en el desencadenamiento de la respuesta cabila contra la expansión colonial al este de la Casbah de Argel.
El saqueo y saqueo de la finca que linda con el macizo de Khachna no pudo dejar a los beligerantes en una situación de calma y alto el fuego. Por lo tanto, el general Damrémont aprovechó este ataque argelino para reunir las fuerzas militares estacionadas en Argel bajo la dirección del general Perregaux y el coronel Schauenburg para organizar una expedición punitiva contra los cabilas de las tribus de Beni Aïcha, Issers y Amraoua entre los Iflissen Lebhar.
El Zawiyet Sidi Amar Cherif participó en el develamiento del señuelo de la paz con los colonizadores franceses, quienes se precipitaron en esta oportunidad para intentar atacar a los cabilas, a partir del 17 de mayo de 1837, que terminó en falla en la orilla del Oued Isser por mal tiempo y desconocimiento. del escarpe de las colinas del Col des Beni Aïcha.
Cheikh Cherifi, Cheikh Ben Zamoum y Cheikh Boushaki aprovecharon la derrota de los soldados franceses para perseguirlos hasta su campamento en Boudouaou el 25 de mayo, pero los refuerzos que llegaron desde Argel terminaron derribando la Primera Batalla de Boudouaou a favor de los franceses, comandados por el capitán Antoine de La Torré el 30 de mayo.
La zawiya de Sidi Daoud entró de lleno en la resistencia contra la conquista francesa de Argelia y continuó hasta la independencia de Argelia en 1962.

## Personas
- Sidi Amar Cherif, Teólogo argelino ;
- Cheikh Mohamed Cherifi, Teólogo argelino ;
- Mohamed Seghir Boushaki, Político argelino ;
- Brahim Boushaki, Teólogo argelino ;
- Ali Boushaki, Teólogo argelino ;
- Abderrahmane Boushaki, Político argelino ;
- Mehdi Boualem
- Ahmed Mebtouche
- Abdelkader Hammami
- Abdelkader Hasbellaoui
- Mohamed Hamek
- Cheikh Meddahi
- Cheikh Kezadri